# Алекс Рејмонд
Алекс Рејмонд, рођен је као Александар Гилеспи Рејмонд (2. октобар 1909. – 6. септембар 1956) био је амерички цртач стрипова. Његови најпознатији ликови су Флаш Гордон, Рип Кирби, Тајни агент Икс-9 и Џим из Џунгле.

## Биографија
Алекс Рејмонд је рођен у Њу Рошелу предграђу Њујорка, као најстарији од седморо деце. Након смрти оца, 1922. године, присиљен је да ради и тако помаже издржавању породице иако је тада имао свега 13 година. Убрзо је морао да се испише из средње школе, 1928. године, јер је добио  посао у брокерској фирми, али велика економска криза и крах берзе 1929. га присиљавају да потражи други посао.
Од 1931. године ради као помоћни цртач Раса Вестовера на стрипу "Мученик Тили", у студију браће Јанг. За Чика ради на стрипу "Блонди" а Лајману помаже на стрипу "Тим Тајлор". Задовољни радом свог помоћника, браћа Јанг га представљају Џозефу Конолију, директору Кинг Фичерс синдикејта, који у Рејмонду препознаје таленатованог цртача и тражи да креира нове ликове јунаке авантуристичког стрипа који ће бити конкуренција другим тада популарним стрип јунацима.
Алекс Рејмонд убрзо креира два стрип јунака Флаш Гордон као пандан тада популарном стрип јунаку Баку Роџерсу и Џим из џунгле као пандан за Тима Тајлора.
Прву таблу Флаша Гордона објавио је 7. јануар 1934. године, а успех је био огроман и тренутан. Године 1936. снимљена је серија од 13 филмова, а током 1938. и 1939. снимљене су још две серије филмова. Касније настаје Тајни агент Икс-9, ког је створио заједно са детективским писцем Дашијел Хаметом, и који је требало да буде пандан стрип јунаку Дику Трејсију. Тајни агент Икс-9 је први пут објављен 22. јануара 1934. године, али Рејмонд њиме није био претерано задовољан, па га је после само годину и по дана у потпуности препустио цртачу Остину Бригсу.
Последњи и најпопуларнији Рејмондов стрип јунак је Рип Кирби. Први каиш стрипа о Рипу Кирбију Рејмонд је објавио 4. марта 1946. године и цртао га је све до своје смрти. „Хтео сам да се у свом новом стрипу одмакнем од дивље авантуре. Ово је мој избор. Желео сам да радим нешто другачије, да се спустим на земљу,“ рекао је Алекс Рејмонд за Рипа Кирбија.
Алекс Рејмонд је погинуо у аутомобилској несрећи 1956. године у свом спортском аутомобилу марке Бандини. Узрок саобраћајне незгоде је неприлагођена брзина, киша и клизав коловоз, услед чега се сурвао са литице. У возилу се тада налазио Стен Дрејк, такође цртач стрипова, али је он преживео удес.
Сахрањен је у Ферфилду у Конектикату.